# 庫茹比姆
09°21′46″S 62°35′07″W / 9.36278°S 62.58528°W
庫茹比姆（葡萄牙語：Cujubim），是巴西的城鎮，位於該國西北部，由朗多尼亞州負責管轄，始建於1994年6月22日，面積3,864平方公里，海拔高度95米，2010年人口15,873，人口密度每平方公里4.11人。